# 문동혁
문동혁(1991년 6월 17일 ~ )은 대한민국의 배우이다.

## 학력
- 상명대학교 영화과

## 출연작

### 영화
- 《시민덕희》 (2024년) - 태성 역
- 《세기말의 사랑》 (2024년) - 준 역
- 《룸 쉐어링》 (2022년) - 대훈 역
- 《보이스》 (2021년) - 부산 모집책 문신남 역
- 《어서오시게스트하우스》 (2020년) - 준근 옆 면접자 역
- 《해치지않아》 (2020년) - 일반 관람객 5 역
- 《악인전》 (2019년) - 오달호 역
- 《오병오고》 (2017년)
- 《자화상》 (2017년)
- 《달팽이집》 (2016년)
- 《베이비》 (2016년)
- 《카페로망스》 (2014년)
- 《쉽지않아》 (2011년)
- 《인투포커스》 (2010년)

### 드라마
- 《미지의 서울》 (2025년, tvN) - 송경구 역
- 《놀아주는 여자》 (2024년, JTBC) - 양홍기 역
- 《이번 생도 잘 부탁해》 (2023년, tvN) - 반동우 역
- 《너에게 가는 속도 493KM》 (2022년, KBS) - 고동환 역
- 《악의 마음을 읽는 자들》 (2022년, SBS) - 문태수 역
- 《악마판사》 (2021년, tvN) - 이영민 역
- 《스타트업》 (2020년, tvN) - 원상수 역
- 《더 킹 : 영원의 군주》 (2020년, SBS) - 박정구 역
- 《반의 반》 (2020년, tvN) - 황인식 역
- 《킹덤》 (2019년, 넷플릭스) - 유생 역
- 《SKY 캐슬》 (2018년, JTBC) - 문동혁 역